# Héros de la Ligue des justiciers : Flash
Héros de la Ligue des justiciers : Flash (Justice League Heroes: The Flash) est un jeu vidéo d'action développé par WayForward Technologies et édité par Warner Bros. Interactive Entertainment, sorti en 2006 sur Game Boy Advance.
Il s'agit d'un jeu dérivé de Héros de la Ligue des justiciers.

## Résumé
Le joueur incarne le héros Wally West.
L'histoire est divisé en 5 parties (chacune clôturée par un boss final):

Keystone City : La ville est attaquée par des robots dont l'origine est inconnue. Le joueur progresse jusqu'à Gorilla Grodd. C'est le premier boss à vaincre. 
La fin du niveau débloque le mode théâtre (extras) et l'attaque tornade (maintenir B et tourner dans le sens des aiguilles d'une montre à l'aide des flèches directionnelles).
Gotham City : Batman et Superman sont en mission aux S.T.A.R. Labs alors que Gotham City est attaquée par d'autres robots. Le joueur y découvre Killer Frost le deuxième boss. 
Est ensuite débloquée l'attaque terrestre en maintenant "B" et en allant avec les flèches directionnelles de haut en bas.
Themyscira : L'île de Wonder Woman est attaquée par la sorcière Circé, le troisième boss.  
Le joueur apprend son lien avec Brainiac. 
Cité inondée sous l'eau : Le niveau ajoute la mécanique de l'eau que le joueur doit éviter. Professeur Zoom est le quatrième boss. La rencontre consiste en une course puis un combat. 
Le mode "Comment fait-on un jeu vidéo" est débloqué dans les extras. 
Metropolis : Superman n'est pas disponible pour défendre la ville. C'est donc au joueur de s'y rendre. Le boss final est Brainac qui menace de détruire Metropolis. Le joueur a deux minutes pour le battre. Après l'avoir battu, le mode Boss est débloqué dans les extras que le mode Course Superman

## Accueil
- IGN : 8/10[1]